# 内藤みか
内藤 みか（ないとう みか、1971年1月31日 - ）は、日本の小説家、エッセイスト。「ケータイ小説の女王」と呼ばれた。著書は80冊を超える。
日本文芸家クラブ理事、日本推理作家協会・日本冒険作家クラブ会員。

## 経歴・人物
1971年山梨県生まれ。1989年、山梨県立第一商業高校卒業。1994年、和光大学人文学部人間関係学科卒業。2017年9月、慶應義塾大学文学部（第3類）卒業。学士（文学）。
2014年、脚本を担当したラジオドラマ『婚活バスはふるさとへ』にて文化庁芸術祭優秀賞･日本民間放送連盟優秀賞を受賞する。
美少女アダルトゲームのノベライズからキャリアを開始し、官能小説を多く手がける。2003年から新潮社ケータイ文庫で配信されたケータイ小説『いじわるペニス』が累計70万アクセス以上を記録するヒットとなり、「ケータイ小説の女王」と呼ばれ注目を浴びた。官能小説・ケータイ小説を含む自身の活動分野や、活用しているツイッターなどについてのハウツー本やエッセイも出版している。中でも、モンスターティーチャーやいじめによる被害・対策を綴った『たたかえ! てんぱりママ モンスターティーチャーとのあれれな日々』が注目を集めた。

## 著作リスト

### 小説
- 『HiすくーるJam -ザ・スクール・プレジデント-』 Jam原作、KKベストセラーズ（1997年9月）
- 『17歳の夏休み So sweet days』KKベストセラーズ プレリュード文庫（1998年5月）
- 『FIFTEEN すくうるがあるデジタル読本 1-3CLASS』LIBIDO原作 KSS（1999年5月）
- 『若妻童貞しゃぶり』勁文社グリーンドア文庫（1999年10月）
- 『きゃんきゃんバニーリミテッド』ワニマガジン（1999年）
- 『Soneet〜心かさねて〜』ブルーゲイル原作 パラダイム（1999年3月）
- 『隣の若妻〜甘い匂いの生下着』二見書房マドンナ文庫（2000年7月）
- 『若妻淫行レッスン』勁文社グリーンドア文庫（2000年6月）
- 『快楽宅配便 若妻嬲り』勁文社グリーンドア文庫（2000年2月）
- 『社長夫人と令嬢 恥辱のダブル調教』二見書房マドンナ文庫（2000年1月）
- 『売乳聖母〜電脳時代の性 短編集』宙出版（2000年1月）
- 『尽くしてあげちゃう 1-2』トラヴュランス原作 パラダイム（2000年-2001年）
- 『人妻エステ 童貞体験コース』二見書房マドンナ文庫（2001年9月）
- 『快楽保険外交員』勁文社グリーンドア文庫（2001年9月）
- 『若妻 濡れ下着の童貞レッスン』二見書房マドンナ文庫（2001年2月）
- 『甘い花蜜の美人課長』勁文社グリーンドア文庫（2001年1月）
- 『男という猫を飼う 年下の男精選』パラダイム（2002年12月）
- 『総務部肉欲課 欲望オフィス精選』パラダイム（2002年12月）
- 『新妻愛液通信 若妻精選』パラダイム（2002年12月）
- 『若妻の誘惑 童貞白書』マドンナメイト文庫（2002年8月）
- 『メール不倫 年下の男の子』ベストロマン文庫（2002年8月）
- 『美乳三姉妹』フランス書院文庫（2002年7月）
- 『同級生〜クラスメイト』フランス書院ナポレオンXXシリーズ（2002年6月）
- 『若妻は○○がお好き』ベストロマン文庫（2002年4月）
- 『美人寮母は人妻 猥褻社員寮』二見書房マドンナメイト（2002年4月）
- 『人妻たちの快楽アロマ』勁文社グリーンドア文庫（2002年1月）
- 『私立海浜学園 あぶない課外授業』コスミック・ロマン文庫（2003年7月）
- 『人妻パラダイス いけない童貞治療』マドンナメイト（2003年5月）
- 『卒業〜君といつまでも』フランス書院美少女文庫（2003年5月）
- 『ママと少年 いけない童貞いじり』マドンナメイト（2003年1月）
- 『身代わりヴァージン』ベストロマン文庫（2003年1月）
- 『あなたを買った夜』後藤さくら共著、ベストロマン文庫（2003年8月）
- 『恋愛症状』徳間文庫（2004年11月）
- 『いじわるペニス』新潮社（2004年10月）ISBN 4104712019 のち文庫 ISBN 978-4101347714
- 『ひとつになりたいよ I want to kiss』ソフトバンクパブリッシング（2004年7月、テディベア作家・吉川照美とのコラボ絵本）
- 『あいどるな教え子 恋する夏期講習』フランス書院美少女文庫（2004年7月）
- 『人妻たちの童貞デリバリー』二見書房マドンナメイト文庫（2004年4月）
- 『あなたを、ほんとに、好きだった。』メディアファクトリー（2004年）のち文庫
- 『三人の美人課長〜新入社員は私のペット』フランス書院文庫（2004年1月）
- 『母性本能』太田新書（2005年9月）
- 『僕はイケない童貞ホスト』マドンナメイト（2005年）
- 『ラブリンク』新潮社（2006年1月） ISBN 4104712027
- 『年下オトコ×年上オンナ』吉井春樹共著 ゴマブックス（2006年4月）
- 『Love※』尾谷幸憲共著 ゴマブックス（2006年5月）ISBN 4777103633 のち講談社文庫 ISBN 978-4062760560
- 『はじめての、おねえさま』二見文庫（2006年8月）
- 『入れてください いけない若妻たち』太田新書（2006年6月）
- 『ラブリバ ♀編』ゴマブックス（2007年10月）
- 『男はときどき買えばいい』マガジンハウス（2007年9月）
- 『きみの名も知らない』マガジンハウス（2007年11月）
- 『個室のヒミツ』河出書房新社（2008年1月）
- 『私が作家になる日まで』角川学芸出版（2008年10月）
- 『イケメンバンク』角川学芸出版（2008年12月）
- 『あなたと、したかったから。』マガジンハウス文庫（2009年2月）
- 『ナイトパック』[5]（2007年5月16日、携帯配信サイト紹介ページ）
- 『Twitter小説集 140字の物語 』共著 ディスカヴァー・トゥエンティワン（2009年11月）

### エッセイ
- 『おしえてあげる〜えっち作家になりたいアナタへ』パラダイム（2001年6月）
- 『奥様は官能小説家』アスペクト（2001年9月）のち幻冬舎文庫
- 『別れても、バカな人』幻冬舎（2002年）のち文庫
- 『激安! ホスト天国』河出書房新社（2003年3月）
- 『やっぱ 男は顔でしょう』光文社知恵の森文庫（2003年1月）
- 『全部1円!?激安お買い物生活』河出書房新社（2004年5月）
- 『ほんとうにだいすきだったあなたへ。』ぶんか社（2005年2月）
- 『離婚の影にオトコあり。』二見書房（2006年10月）
- 『何かを書きたいあなたへ ケータイ小説の女王が教える文章術!』ビジネス社（2006年10月）
- 『号泣 lost love 心が震える59のwords & photos』吉井春樹共著 ゴマブックス（2007年8月）
- 『美男子のお値段』角川学芸出版（2007年7月）
- 『ケータイ小説書こう』中経出版（2008年3月）
- 『イケメンと恋ができる38のルール』ベストセラーズ（2009年6月）
- 『夢をかなえるツイッター いいことが起こるつぶやきのコツ』技術評論社（2010年2月）
- 『３．１１　心に残る１４０字の物語 』学習研究社（2011年6月）
- 『1日10分からのソーシャルネット入門　～いいことを引き寄せるFacebook時代のネットの使い方』技術評論社（2011年6月）
- 『たたかえ! てんぱりママ モンスターティーチャーとのあれれな日々』亜紀書房（2012年7月） ISBN 978-4750512112

### 脚本
- ラジオドラマ『婚活バスはふるさとへ』
- 舞台『男おいらん』
- ゲームシナリオ『私の彼は超新星』

### 漫画原作
- 『数学しかできない息子が早慶国立大学に合格した話。』ぶんか社（2016年4月）
- 『男おいらん』白泉社(2016年1月)